# Bob van Gelderen
Jacob (Bob) van Gelderen (Amsterdam, 10 maart 1891 – Den Haag, 14 mei 1940) was een Nederlands econoom en politicus.

## Jeugd, studie en werk
Van Gelderen werd geboren in Amsterdam waar hij opgroeide in een joods middenstandsgezin. Zijn vader was winkelier. Hij behaalde zijn diploma aan de Openbare Handelsschool en behaalde daarna de MO aktes Staathuishoudkunde en Statistiek. Hierna ging hij werken als ambtenaar bij het toenmalige Bureau van de Statistiek, een afdeling van de Gemeente Amsterdam. Hij werd lid van de SDAP waar hij behoorde tot de marxistisch ingestelde linkervleugel en ging als commentator werken voor het gelieerde dagblad Het Volk. Hier schreef hij economische beschouwingen en commentaren onder het pseudoniem J. Fedder. Ook schreef hij voor het blad De Nieuwe Tijd voor die tijd baanbrekende economische beschouwingen over de "lange golfbewegingen" in de economie. De golfbewegingen in het prijspeil in diverse landen bleken een langere amplitude te hebben dan tien jaar en konden decennia duren. Tussen 1916 en 1919 publiceerde hij met de arts Ben Sajet een aantal medisch statistische studies. Ook schreef hij in 1918 een demografisch overzichtsartikel over de invloed van de Eerste Wereldoorlog op de bevolkingssamenstelling van Amsterdam.

## Nederlands-Indië
In 1919 verhuisde Van Gelderen naar Batavia in Nederlands-Indië waar hij aangenomen was als hoofd van de nieuwe statistische dienst die daar opgezet werd door het toenmalige Ministerie van Landbouw, Nijverheid en Handel. Hij werd daar directeur van het Centraal Kantoor voor de Statistiek wat hij tot 1932 zou blijven. Hij verzette zich in brieven en publicaties tegen het proportioneel tarief van winstbelasting in de kolonie en bepleitte tegen de opvattingen van de toenmalige minister Treub in een progressief tariefstelsel omdat dit beter zou aansluiten bij de feitelijke situatie in Nederlands-Indië. In 1928 werd hij benoemd tot buitengewoon hoogleraar staathuishoudkunde aan de Rechtshogeschool van Batavia. Zijn oratie handelde over de geschiedenis van de economische filosofie door de eeuwen heen tot de mathematische richting en de Oostenrijkse School. Hij nam afstand van het marxisme als economisch-theoretische onderbouwing door het publiceren van artikelen in De Socialistische Gids van 1930. Tevens werd hij actief in de Indische Sociaal-Democratische Partij. In 1928 werd hij hier voorzitter van.

## Nederland
Van Gelderen keerde in 1933 terug naar Nederland. Hij werd chef van de afdeling crisiszaken van het Ministerie van Koloniën. Hij was een voorstander van het in Indië tijdens de economische crisis uitvoeren van een equivalent van het Plan-De Man dat voorzag in staatssteun. In het Plan van de Arbeid schreef hij als lid van het Wetenschappelijk Bureau van de SDAP in 1935 het hoofdstuk over Nederlands-Indië. In 1937 werd hij benoemd tot bijzonder hoogleraar Sociologie aan de Rijksuniversiteit Utrecht. In zijn oratie brak hij een lans voor het interveniëren van de overheid in de economie en een betere internationale economische samenwerking. In datzelfde jaar werd hij ook namens de SDAP lid van de Tweede Kamer. Twee jaar later werd hij als opvolger van Willem Drees vicefractievoorzitter.

## Personalia en overlijden
Van Gelderen was getrouwd en had uit zijn huwelijk een dochter en twee zoons. Op 10 mei 1940 wist hij als een van de weinige Tweede Kamerleden het parlementsgebouw te bereiken waar hij tegen een collega verklaarde dat het uit was. Vier dagen later maakte hij samen met zijn vrouw en hun twee jongste kinderen een eind aan zijn leven. Stichting WO2 Sporen vond in 2021 het familiegraf, zonder grafsteen, in Den Haag en wist dit veilig te stellen. Op 8 september 2021 was de steenlegging op het Nationale Ereveld Loenen graf E-1457.